# Блау-Вайсс 1890
«Блау-Вайсс 1890» — не существующий в настоящее время немецкий футбольный клуб из района Мариендорф города Берлин. Клуб основан в ноябре 1890 года, окончательно сформировался 27 июля 1927 года, путём слияния двух берлинских клубов «Форвертс 1890» и «Юнион 1892». Домашние матчи проводил на стадионе «Плац ан дер Ратауштрассе», вмещающем 3 000 зрителей. За свою историю «Блау-Вайсс» провел один сезон в первой Бундеслиге, в сезоне 1986-87 он занял в ней 18-е место. В 1992 году клуб обанкротился и прекратил своё существование, на его основе был создан клуб «Блау-Вайсс Берлин» выступающий в настоящее время в низших лигах.

## Достижения
- Чемпион Германии (1): 1905